# Ристич, Иван (футболист, 1976)
Иван Ристич (сербохорв. Иван Ристић / Ivan Ristić; 11 февраля 1976, Приштина, АК Косово) — сербский футболист, полузащитник.

## Биография
О карьере до 2001 года сведений нет[уточнить]. С 2001 года выступал за сербские команды высшего и первого дивизионов, в том числе в высшем дивизионе играл в сезоне 2002/03 за «Железник» (5 матчей) и в сезоне 2004/05 за «Раднички» (Нови-Белград, 19 матчей).
В 2007 году выступал в чемпионате Армении за «Мику», сыграл 11 (по другим данным, 12) матчей и забил 7 голов. Вошёл в топ-10 списка бомбардиров 2007 года. В 2008 году играл в первом дивизионе России за ульяновскую «Волгу», провёл 14 матчей и не смог помочь команде удержаться в лиге.